# Скруп, Генри, 7-й барон Скруп из Болтона
Генри Скруп (англ. Henry Scrope; приблизительно 1480—1533) — английский аристократ, 7-й барон Скруп из Болтона с 1506 года.

## Биография
Генри Скруп был сыном Генри Скрупа, 6-го барона Скрупа из Болтона, и его жены Элизабет Перси. Он унаследовал владения и титул отца после его смерти в 1506 году. В 1509 году в связи с коронацией Генриха VIII Скруп стал рыцарем-баннеретом. В 1513 году он сражался с шотландцами при Флоддене, в период с 1514 по 1529 годы регулярно заседал в Палате лордов. Сэр Генри был видным представителем королевской администрации в Йоркшире, занимая должность мирового судьи и ведая вопросами, связанными с налогообложением.
Когда Генрих VIII решил развестись с Екатериной Арагонской, чтобы жениться на Анне Болейн, Скруп поддержал короля: его подпись стоит под соответствующим обращением духовных и светских лордов Англии к папе римскому Клименту VII (13 июля 1530 года).
Барон был женат дважды: сначала на Элис Скруп, дочери Томаса Скрупа, 6-го барона Скрупа из Месема, и Элизабет Невилл, потом — на Мейбл Дакр, дочери Томаса Дакра, 2-го барона Дакра из Гисленда, и Элизабет Грейсток. Первая жена родила трёх сыновей, старший из которых, Джон, стал 8-м бароном Скруп из Болтона. Дочь Генри Элизабет стала женой сэра Брайана Степлтона, а вторая дочь, Джоан, — женой Джона Ламли, 4-го барона Ламли.